# Matteo Pelucchi
Matteo Pelucchi (ur. 21 stycznia 1989 w Giussano) – włoski kolarz szosowy i torowy.
Po sezonie 2021 zakończył karierę sportową.

## Najważniejsze osiągnięcia

### kolarstwo torowe
2006
- 1. miejsce w mistrzostwach Włoch juniorów (keirin)

2007
- 1. miejsce w mistrzostwach Włoch juniorów (1 km)
- 1. miejsce w mistrzostwach Włoch juniorów (keirin)
- 3. miejsce w mistrzostwach świata juniorów (keirin)

### kolarstwo szosowe
2010
- 1. miejsce w Trofeo Papà Cervi

2011
- 1. miejsce w Clásica de Almería

2012
- 1. miejsce na 5. etapie Cztery Dni Dunkierki
- 1. miejsce na 3. etapie Ronde de l’Oise
- 3. miejsce w Trofeo Migjorn

2013
- 1. miejsce na 1. etapie Circuit de la Sarthe
- 2. miejsce w ProRace Berlin

2014
- 1. miejsce na 2. etapie Tirreno-Adriático

2015
- 1. miejsce na 2. i 3. etapie Tour de Pologne

2018
- 1. miejsce na 3. etapie Okolo Slovenska

## Rankingi
| Rok              | 2011 | 2012 | 2013 | 2014 | 2015 | 2016  | 2017 | 2018 | 2019 | 2020  | 2021 |
| ---------------- | ---- | ---- | ---- | ---- | ---- | ----- | ---- | ---- | ---- | ----- | ---- |
| UCI World Tour   |      |      |      |      | 123. | -     | 359. | -    |      |       |      |
| World Ranking    |      |      |      |      |      | 1533. | 335. | 491. | 525. | 1289. | -    |
| UCI Europe Tour  | 175. | 92.  | 41.  | 121. |      | 1032. | 174. | 295. | 403. | 986.  | -    |
| UCI Asia Tour    | 285. | 139. | -    | 312. |      | -     | -    | -    |      |       |      |
| UCI America Tour | 236. | -    | -    | -    |      | -     | -    | 317. |      |       |      |
|                  |      |      |      |      |      |       |      |      |      |       |      |
| Źródło: UCI      |      |      |      |      |      |       |      |      |      |       |      |